# Michelle Mitchell
Michelle Mitchell (* 22. April 1982 in Sydney) ist eine ehemalige Triathletin aus Australien und Ironman-Siegerin (2012).

## Werdegang
Michelle Mitchell startete 2006 bei ihrem ersten Triathlon auf der Kurzdistanz. 2007 wurde sie Dritte bei der nationalen Meisterschaft Halbmarathon.
Sie startet seit 2010 als Profi und wird trainiert von Kristian Manietta. Mitchell geht vorwiegend bei Wettbewerben auf der Triathlon-Langdistanz an den Start. Im Oktober 2011 gewann sie in Barcelona auf der Langdistanz die Challenge Barcelona-Maresme (3,86 km Schwimmen, 180 km Radfahren und 42,195 km Laufen).
Im Mai 2012 konnte sie in Australien erstmals einen Ironman gewinnen und wurde damit Nationale Meisterin auf der Triathlon-Langdistanz. Seit 2012 tritt sie nicht mehr international in Erscheinung. Michelle Mitchell lebt in Melbourne.

## Sportliche Erfolge
| Datum/Jahr    | Rang | Wettbewerb                  | Austragungsort | Zeit     | Bemerkung                                                                              |
| ------------- | ---- | --------------------------- | -------------- | -------- | -------------------------------------------------------------------------------------- |
| 11. Aug. 2012 | 8    | Ironman New York            | New York City  | 09:45:42 |                                                                                        |
| 6. Mai 2012   | 1    | Ironman Australia           | Port Macquarie | 09:34:57 | Nationale Meisterin auf der Triathlon-Langdistanz – neben Paul Ambrose bei den Männern |
| 4. Dez. 2011  | 2    | Ironman Western Australia   | Busselton      | 09:28:07 | Zweite hinter Michelle Bremer                                                          |
| 2. Okt. 2011  | 1    | Challenge Barcelona-Maresme | Barcelona      | 09:15:00 | [ 4 ]                                                                                  |
| 5. Juni 2011  | 2    | Challenge Cairns            | Cairns         | 09:30:41 | Zweite hinter Rebekah Keat                                                             |

(DNF – Did Not Finish)